# Juper
Juper (bułg. Юпер) – wieś w Bułgarii, w obwodzie Razgrad, w gminie Kubrat. W 2023 roku liczyła 350 mieszkańców.